# Mallosia herminae
Mallosia herminae es una especie de escarabajo longicornio del género Mallosia, tribu Phytoeciini, subfamilia Lamiinae. Fue descrita científicamente por Reitter en 1890.

## Descripción
Mide 16-40 milímetros de longitud.

## Distribución
Se distribuye por Armenia, Azerbaiyán, Irán y Turquía.